# Losange
Losange – zamek w Belgii, w Ardenach, w okolicach wsi Villers-la-Bonne-Eau, w belgijskiej prowincji Luksemburg.
Pierwszy zamek został wybudowany w roku 1529, w miejscu obecnego stawu. Fundamenty tej budowli znaleziono w dnie stawu w roku 1940.
Obecny zamek powstał na początku XVIII wieku za sprawą Hermana de Trappé. W latach 20 i 30 XX wieku został zmodernizowany, wtedy też nabrał obecnego kształtu. W czasie ofensywy w Ardenach znalazł się na linii frontu, ulegając poważnym uszkodzeniom. 
Posiadłość kilkukrotnie  zmieniała właścicieli, wreszcie w roku 1958 kupiła ją Suzanna van Outryve d'Ydewalle, wdowa po baronie Charles'u d'Udekem d'Acoz dla swojego syna Patricka d'Udekem d'Acoz, późniejszego męża Anny Marii z Komorowskich i ojca królowej Matyldy. Wartość nieruchomości wraz z trzystuhektarowym gospodarstwem szacowana jest dziś na prawie 800 000 euro. Baron. początkowo zamieszkał w oficynie pochodzącej z połowy XIX, równocześnie odbudowując zrujnowany zamek.  
W posiadłości tej wychowało się pięcioro dzieci baronostwa, w tym obecna królowa Belgów Matylda.